# Луна Швайґер
Луна Марі Швайґер (нім. Luna Marie Schweiger; нар. 11 січня 1997, Берлін, Німеччина) — німецька акторка кіно та телебачення.

## Життєпис
Луна Швайґер народилася 11 січня 1997 року в Берліні. Вона старша дочка відомого німецького актора та режисера Тіля Швайґера і американської моделі Дани Карлсен. У неї є брат Валентин Флоріан Швайґер (нар. 17 вересня 1995) та сестри Ліллі Швайґер (нар. 17 липня 1998) і Емма Швайґер (нар. 26 жовтня 2002).
Дебютувала на кіноекрані у 2007 році у стрічці свого батька «Безвухі зайці». Відтоді з'являється у всіх режисерських проектах Тіля Швайґера.
У вільний час займається кінним спортом, виступає у конкурі в регіональних турнірах.

## Фільмографія
- 2013 — Спокусник 2[de] / Kokowääh 2 — Саманта
- 2013—2020 — Місце злочину / Tatort — Ленні Ціллер
- 2012 — Янгол-охоронець[de] / Schutzengel — Ніна
- 2011 — Спокусник / Kokowääh — дочка у супермаркеті
- 2009 — Двовухі курчата / Zweiohrküken — Анна Ґоцловська у дитинстві
- 2009 — Фантомний біль / Phantomschmerz — Сара
- 2007 — Безвухі зайці / Keinohrhasen — Анна Ґоцловська у дитинстві

## Нагороди та номінації
| Рік  | Нагорода | Номінація                 | Робота            | Результат |
| ---- | -------- | ------------------------- | ----------------- | --------- |
| 2013 | Юпітер   | Найкраща німецька акторка | «Янгол-охоронець» | Перемога  |